# 28 mai (calendar ortodox)

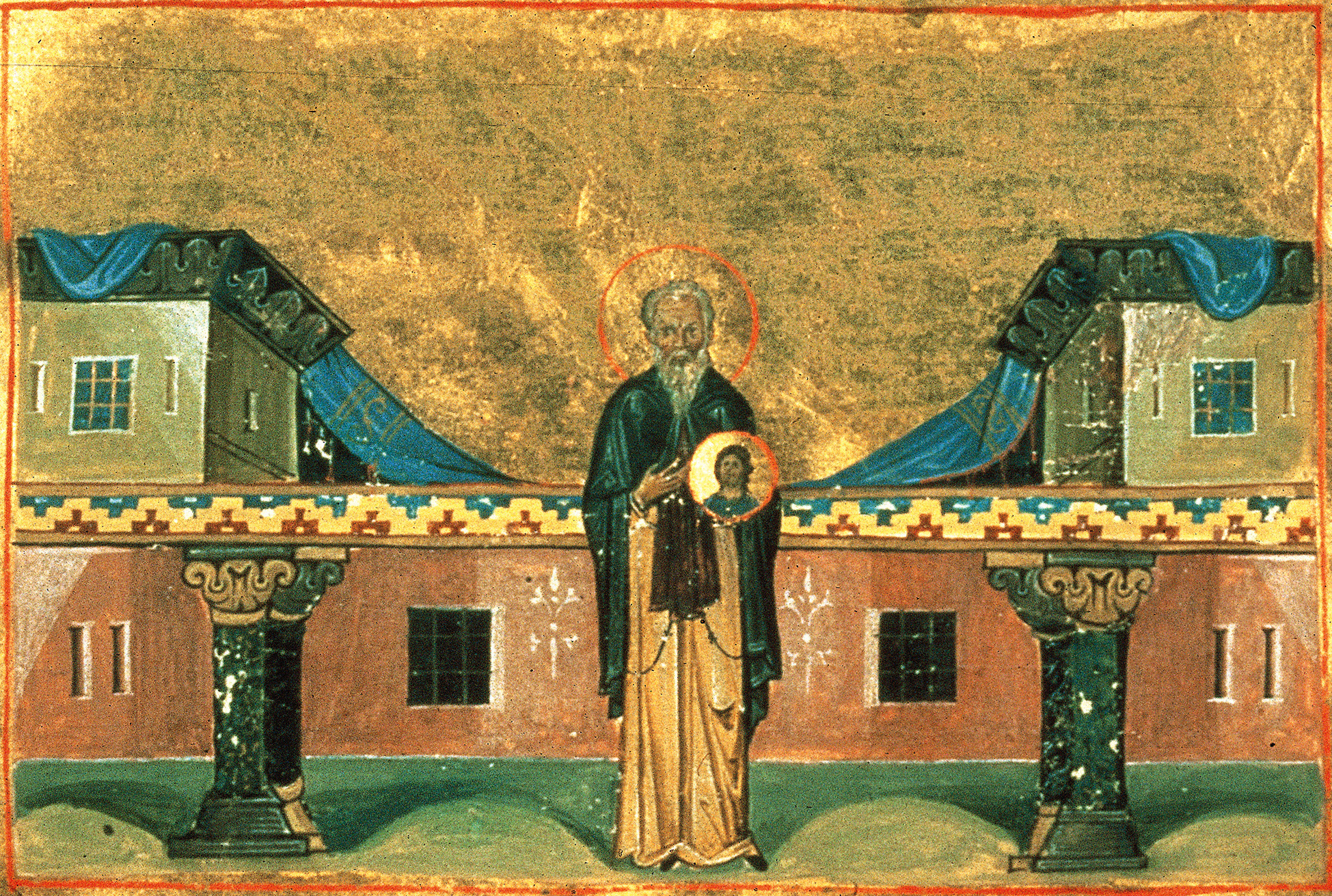
Nichita (Niceta) Mărturisitorul

28 mai în calendarul ortodox:

## Sfinți
- pomenirea sfântului sfințitulul mucenic Eutihie, episcopul cel din Melitina.
- pomenirea preacuviosului părintelui nostru Nichita (Niceta) Mărturisitorul, episcopul Calcedonului (sec. IX).
- pomenirea sfintei mucenițe Eliconida.
- pomenirea sfinților mucenici Crescent, Pavel și Dioscorid.
- pomenirea sfântului Andrei cel nebun pentru Hristos, care cu pace s-a săvârșit.
- Sf. Noul Mucenic Dimitrie, care s-a nevoit la anii 1794